# جازورا
جازورا مسلسل رسوم متحركة (أنمي) شهير أنتجته اليابان، وجازورا ديناصور لونه وردي وله قرن أصفر، أكلته المفضلة الحديد بكل أنواعه، ويخاف عندما يرى الطبيب البيطري وهو يحمل الإبرة.

## القصة
في بداية أول حلقة في المسلسل يخرج جازورا من بيضة كبيرة كأنه ممثل كرنفال،، ، بالقرب من بركان في جزيرة غريبة، ويتوجه إلى ضاحية من ضواحي اليابان وهو منهك، يرتدي قبعة صغيرة جداً ويصرخ بصوته المتملق «جازورا هــنا».
يسكن جازورا مع عائلة مكونة من طفل وطفلة صغيران وأب وأم
و عندما يغضب جازورا ينفث النار من فمه، ويعد الحديد والفولاذ من أكلاته المفضلة.
و هذا ما يزعج الأب ويجعله يحاول طرد جازورا من المنزل
جازورا جبان جداً يخاف من سماع كلمة الإبرة وتتركه يعيش مرعوباً وخاصة عندما يراها في يد البيطري الذي يحاول أن يغرزها في ذيله مما يرعبه ويدفعه للهروب بسرعة مع صيحة تجعله يتصرف كالمجنون هذه الحادثة تحدث له في كل حلقة من حلقات المسلسل. 